# Турбако
Турбако (исп. Turbaco) — город и муниципалитет на севере Колумбии, на территории департамента Боливар.

## История
Поселение, из которого позднее вырос город, было основано 8 декабря 1510 года.

## Географическое положение

Муниципалитет Турбако

Город расположен в северной части департамента, в пределах Прикарибской низменности, на расстоянии приблизительно 7 километров к юго-востоку от города Картахена, административного центра департамента. Абсолютная высота — 252 метра над уровнем моря.
Муниципалитет Турбако граничит на севере с территорией муниципалитета Санта-Роса, на северо-востоке — с муниципалитетом Вильянуэва, на востоке — с муниципалитетом Сан-Эстанислао, на юго-востоке — с муниципалитетом Архона, на юго-западе — с муниципалитетом Турбана, на западе — с муниципалитетом Картахена. Площадь муниципалитета составляет 176 км².

## Население
По данным Национального административного департамента статистики Колумбии, совокупная численность населения города и муниципалитета в 2015 году составляла 72 168 человек.
Динамика численности населения муниципалитета по годам:
| 2005   | 2006   | 2007   | 2008   | 2009   | 2010   | 2011   | 2012   | 2013   | 2014   | 2015   |
| ------ | ------ | ------ | ------ | ------ | ------ | ------ | ------ | ------ | ------ | ------ |
| 63 046 | 63 891 | 64 721 | 65 576 | 66 462 | 67 349 | 68 279 | 69 228 | 70 190 | 71 173 | 72 168 |

Согласно данным переписи 2005 года мужчины составляли 49,7 % от населения Турбако, женщины — соответственно 50,3 %. В расовом отношении белые и метисы составляли 79,1 % от населения города; негры, мулаты и райсальцы — 20,8 %; индейцы — 0,1 %.
Уровень грамотности среди всего населения составлял 89,4 %.

## Экономика
61,1 % от общего числа городских и муниципальных предприятий составляют предприятия торговой сферы, 29,9 % — предприятия сферы обслуживания, 8,5 % — промышленные предприятия, 0,5 % — предприятия иных отраслей экономики.

## Транспорт
Через город проходит национальное шоссе № 90 (исп. Ruta Nacional 90).